# سبز بیدی

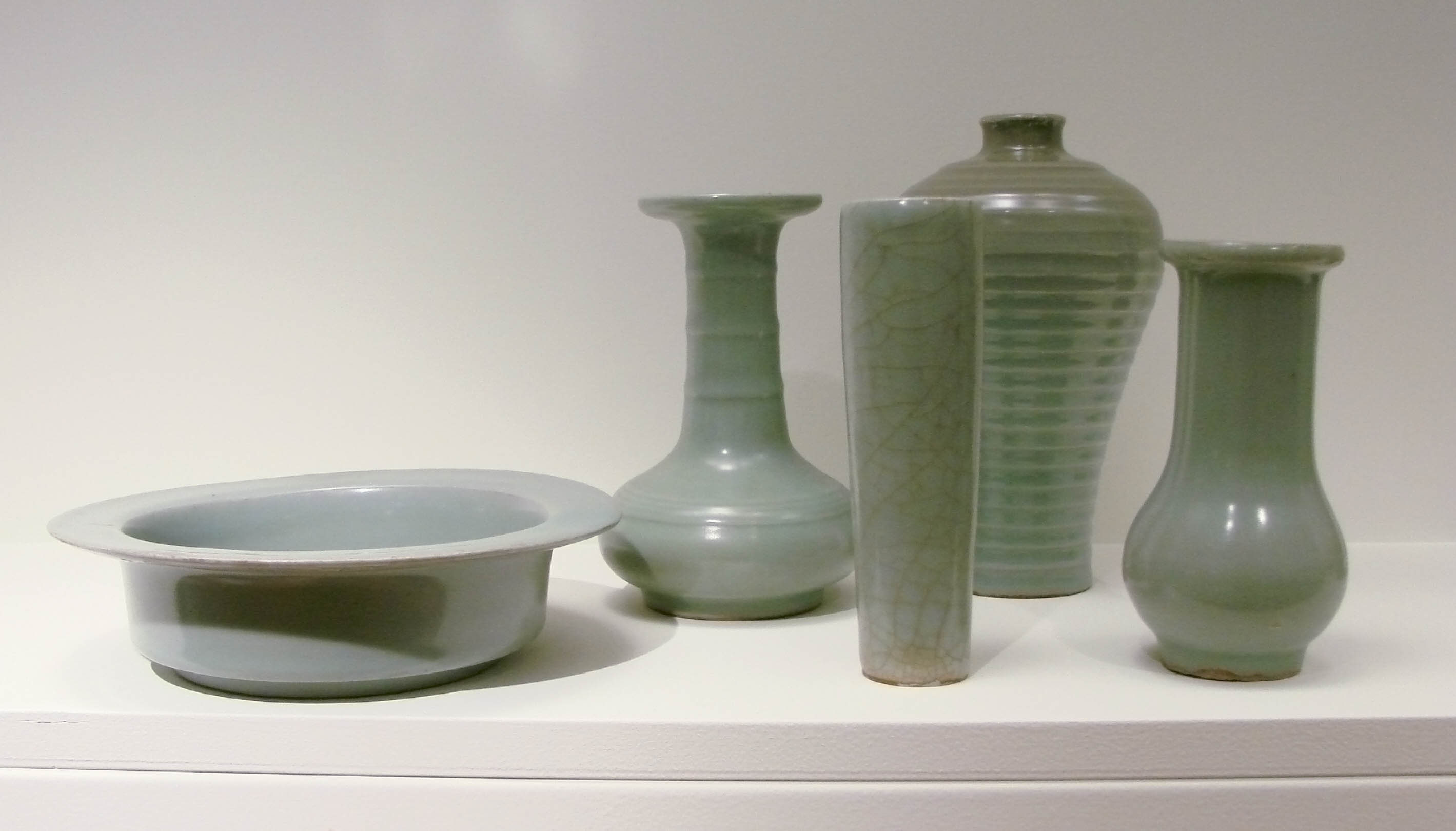
سبز بیدی لونگ‌کوان از چجیانگ، دودمان سونگ، سده سیزدهم. موزه گیمه در پاریس.

سبز بیدی یا سلادون (Celadon) واژه‌ای است که برای نامیدن نوعی از لعاب سرامیک و هم‌چنین رنگ این لعاب استفاده می‌شود. سبز بیدی به دسته‌ای از لعاب‌های شفاف گفته می‌شود که معمولاً دارای ترک‌هایی با رنگ‌های متنوع می‌باشند. این لعاب‌ها روی بدنه‌های پرسلانی یا سنگ‌نما اعمال می‌شوند. 
لعاب سبز بیدی از قدیمی‌ترین لعاب‌ها به شمار می‌آید که برای اولین بار در چین ساخته شد و ساخت آن بعدها به کره و تایلند و دیگر نقاط آسیا نیز گسترش یافت.
به‌طور کلی محدوده رنگ لعاب‌های سبزبیدی مرسوم از سبز کم‌رنگ تا سبز پررنگ می‌باشد که شباهت‌هایی به رنگ برگ‌های بید مجنون دارند. این رنگ توسط اکسید آهن موجود در ترکیب لعاب یا بدنه رسی ایجاد می‌شود. البته معمولاً در مواد اولیه این لعاب مقداری اکسید تیتانیوم به صورت ناخاصی وجود دارد که اگر میزان این اکسید در لعاب بالا باشد رنگ آن بیشتر متمایل به سبز است. ولی اگر میزان ناخالصی TiO2 در این لعاب کم باشد، رنگ لعاب در محدوده بین آبی و سبز قرار می‌گیرد.
لعاب سبز بیدی به دلیل تغییرات شیمیایی اکسید آهن حتماً باید در اتمسفر احیایی پخته شود.
به‌طور عمده عیب ترکچه‌زایی در این نوع لعاب اتفاق می‌افتد که که اگر این ترک‌ها مطلوب و عمدی باشند به آن لعاب سبز بیدی ترک‌دار گفته می‌شود.